# Gárdony
Het stadje Gárdony, hoofdplaats van het district Gárdony (Gárdonyi járás), ligt in Hongarije in het comitaat Fejér, aan de zuidoever van het Velence-meer.
Het stadje is, zoals tevens de andere omliggende dorpen en stadjes, gericht op watersport en strandbaden. Het is volledig op het toerisme ingesteld. Gárdony bezit twee grote campings en zijn weidse voorlandige zandstrand. Ideaal voor kinderen en volwassenen. Zij moeten wel ver in het meer gaan op er te kunnen zwemmen. Het water aan het Velence-meer is door zijn ondieptes warm. In de winter is het meer dichtgevroren en wordt er tevens geschaatst en aan ijszeilen gedaan.
Achter het strand loopt een spoorbaan langs heel de zuidkant van het Velencemeer met stopplaatsen aan elk dorp. Het stoomtreintje geeft nog de nostalgie van toen nog weer.
Een beroemde zoon van Gárdony is de romanschrijver Géza Ziegler, die het bijvoeglijk naamwoord Gárdonyi tot auteursnaam koos.